# Hämnden och rättvisan
Hämnden och rättvisan är en fransk kriminalfilm från 1973 i regi av José Giovanni, med Alain Delon och Jean Gabin i huvudrollerna. Dess franska titel är Deux hommes dans la ville, som betyder "två män i staden". Den handlar om en brottsling som efter ett tioårigt fängelsestraff försöker att bli hederlig, men stöter på problem i form av en sadistisk polis och sina gamla kriminella vänner.
Filmen hade premiär i Frankrike  25 oktober 1973 och Sverige 13 maj 1974. År 2014 kom en engelskspråkig nyinspelning, Two men in town i regi av Rachid Bouchareb.

## Medverkande
- Jean Gabin som Germain
- Alain Delon som Gino
- Mimsy Farmer som Lucie
- Michel Bouquet som Goitreau
- Ilaria Occhini som Sophie
- Victor Lanoux som Marcel
- Guido Alberti som tryckeriägare
- Christine Fabréga som Geneviève
- Bernard Giraudeau som Frédéric
- Cécile Vassort som Évelyne